# Attaque de Bintagoungou
Guerre du Mali
Batailles
L'attaque de Bintagoungou a lieu le 17 juin 2017, pendant la guerre du Mali.

## Déroulement
Le 17 juin 2017, un camp militaire de l'armée malienne est attaqué vers 5 heures du matin à Bintagoungou, à l'ouest de Tombouctou,. Les djihadistes arrivent sur les lieux avec trois pick-up qu'il arrêtent cependant en périphérie pour progresser silencieusement à pied vers le camp. Une sentinelle est tuée par arme blanche. L'assaut est ensuite donné : le camp est investi par les assaillants et les soldats mis en fuite. Le magasin de munitions du camp est incendié, huit véhicules de l’armée sont brûlés et un autre est emporté,.
Des renforts venus de Goundam réinvestissent la zone vers huit heures du matin, mais les djihadistes se sont repliés.

## Pertes
L'armée malienne annonce dans un communiqué publié le jour même de l'attaque que cinq soldats ont trouvé la mort lors des affrontements, huit autres sont blessés et neuf véhicules sont perdus,. Les blessés sont évacués vers Tombouctou par un hélicoptère de la MINUSMA. Quatre autres soldats seraient également portés disparus selon une source sécuritaire régionale de RFI.
L'attaque est revendiquée le 21 juin par le Groupe de soutien à l'islam et aux musulmans qui affirme s'être emparé de plusieurs véhicules et indique avoir perdu un homme.